# 鱼泉街道
鱼泉街道，是中华人民共和国贵州省遵义市湄潭县下辖的一个乡镇级行政单位。
2012年，贵州省人民政府批复同意将鱼泉镇新石村的部分村组划归新设立的桃花江街道。
2015年12月8日，贵州省人民政府批复同意湄潭县部分行政区划调整，新设置的鱼泉街道辖原鱼泉镇和从原鱼泉镇新石村划入桃花江街道的村组地域，街道办事处驻鱼合村。

## 行政区划
鱼泉街道下辖以下地区：
鱼泉社区、鱼合村、新石村、仙谷山村、联合村、金桥村和土塘村。